# Dirka po Španiji 1936
Dirka po Španiji 1936 (špansko Vuelta a España 1936) je 2. izvedba dirke po Španiji, tritedenske moške cestne kolesarske etapne dirke. Začela se je 5. maja v Madridu in končala 31. maja v Madridu. Sodelovalo je 53 kolesarjev iz treh držav. Rumeno majico je drugič zapored osvojil Gustaaf Deloor, drugo mesto Alfons Deloor, tretje pa Antonio Bertola. Zeleno majico je osvojil Salvador Molina.

## Ekipe
- Belgija
- Italija
- Španija

## Etape
| Etapa | Datum   | Štart/Cilj               | Razdalja | Tip     | Tip     | Zmagovalec              |
| ----- | ------- | ------------------------ | -------- | ------- | ------- | ----------------------- |
| 1     | 5. maj  | Madrid – Salamanca       | 210 km   |         |         | Joseph Huts (BEL)       |
| 2     | 6. maj  | Salamanca – Cáceres      | 214 km   |         |         | Gustaaf Deloor (BEL)    |
| 3     | 7. maj  | Cáceres – Sevilja        | 270 km   |         |         | Vicente Carretero (ESP) |
| 4     | 9. maj  | Sevilja – Málaga         | 212 km   |         |         | Gustaaf Deloor (BEL)    |
| 5     | 10. maj | Málaga – Granada         | 132 km   |         |         | Vicente Carretero (ESP) |
| 6     | 11. maj | Granada – Almería        | 185 km   |         |         | Gustaaf Deloor (BEL)    |
| 7     | 13. maj | Almería – Alicante       | 306 km   |         |         | Mariano Cañardo (ESP)   |
| 8     | 14. maj | Alicante – Valencija     | 184 km   |         |         | Antonio Bertola (ITA)   |
| 9     | 15. maj | Valencija – Tarragona    | 279 km   |         |         | Salvador Cardona (ESP)  |
| 10    | 17. maj | Tarragona – Barcelona    | 129 km   |         |         | Vicente Carretero (ESP) |
| 11    | 18. maj | Barcelona – Zaragoza     | 293 km   |         |         | Alfons Schepers (BEL)   |
| 12    | 19. maj | Zaragoza – San Sebastián | 265 km   |         |         | Alfons Schepers (BEL)   |
| 13    | 21. maj | San Sebastián – Bilbao   | 160 km   |         |         | Vicente Carretero (ESP) |
| 14    | 22. maj | Bilbao – Santander       | 199 km   |         |         | Alfons Deloor (BEL)     |
| 15    | 24. maj | Santander – Gijón        | 194 km   |         |         | Mariano Cañardo (ESP)   |
| 16    | 25. maj | Gijón – Ribadeo          | 155 km   |         |         | Rafael Ramos (ESP)      |
| 17    | 26. maj | Ribadeo – La Coruña      | 157 km   |         |         | Alfons Schepers (BEL)   |
| 18    | 27. maj | La Coruña – Vigo         | 175 km   |         |         | Vicente Carretero (ESP) |
| 19    | 29. maj | Vigo – Verín             | 178 km   |         |         | Fermin Trueba (ESP)     |
| 20    | 30. maj | Verín – Zamora           | 207 km   |         |         | Antonio Bertola (ITA)   |
| 21    | 31. maj | Zamora – Madrid          | 250 km   |         |         | Emiliano Álvarez (ESP)  |
|       | Skupaj  | Skupaj                   | 4354 km  | 4354 km | 4354 km | 4354 km                 |

## Razvrstitev po klasifikacijah
| Etapa | Zmagovalec        | Rumena majica · | Zelena majica · | Ekipno  |
| ----- | ----------------- | --------------- | --------------- | ------- |
| 1     | Joseph Huts       | Joseph Huts     | Luigi Barral    |         |
| 2     | Gustaaf Deloor    | Gustaaf Deloor  | Luigi Barral    |         |
| 3     | Vicente Carretero | Gustaaf Deloor  | Luigi Barral    |         |
| 4     | Gustaaf Deloor    | Gustaaf Deloor  | Luigi Barral    |         |
| 5     | Vicente Carretero | Gustaaf Deloor  | Fermín Trueba   |         |
| 6     | Gustaaf Deloor    | Gustaaf Deloor  | Fermín Trueba   |         |
| 7     | Mariano Cañardo   | Gustaaf Deloor  | Fermín Trueba   |         |
| 8     | Antonio Bertola   | Gustaaf Deloor  | Fermín Trueba   |         |
| 9     | Salvador Cardona  | Gustaaf Deloor  | Fermín Trueba   |         |
| 10    | Vicente Carretero | Gustaaf Deloor  | Fermín Trueba   |         |
| 11    | Alfons Schepers   | Gustaaf Deloor  | Fermín Trueba   |         |
| 12    | Alfons Schepers   | Gustaaf Deloor  | Fermín Trueba   |         |
| 13    | Vicente Carretero | Gustaaf Deloor  | Fermín Trueba   |         |
| 14    | Alfons Deloor     | Gustaaf Deloor  | Salvador Molina |         |
| 15    | Mariano Cañardo   | Gustaaf Deloor  | Salvador Molina |         |
| 16    | Rafael Ramos      | Gustaaf Deloor  | Salvador Molina |         |
| 17    | Alfons Schepers   | Gustaaf Deloor  | Salvador Molina |         |
| 18    | Vicente Carretero | Gustaaf Deloor  | Salvador Molina |         |
| 19    | Fermin Trueba     | Gustaaf Deloor  | Salvador Molina |         |
| 20    | Antonio Bertola   | Gustaaf Deloor  | Salvador Molina |         |
| 21    | Emiliano Álvarez  | Gustaaf Deloor  | Salvador Molina | Belgija |
| Final | Final             | Gustaaf Deloor  | Salvador Molina | Belgija |

## Končna razvrstitev
| Legenda | Legenda                                  | Legenda | Legenda                                    |
| ------- | ---------------------------------------- | ------- | ------------------------------------------ |
|         | Predstavlja vodilnega v skupnem seštevku |         | Predstavlja vodilnega v gorski razvrstitvi |

### Rumena majica
| Poz. | Kolesar                 | Čas          |
| ---- | ----------------------- | ------------ |
| 1    | Gustaaf Deloor (BEL)    | 150h 07' 54" |
| 2    | Alfons Deloor (BEL)     | + 11' 39"    |
| 3    | Antonio Bertola (ITA)   | + 17' 54"    |
| 4    | Julian Berrendero (ESP) | + 23' 39"    |
| 5    | Antonio Escuriet (ESP)  | + 28' 54"    |
| 6    | Rafael Ramos (ESP)      | + 49' 29"    |
| 7    | Alfons Schepers (BEL)   | + 58' 18"    |
| 8    | Emiliano Álvarez (ESP)  | + 1h 05' 47" |
| 9    | Fermin Trueba (ESP)     | + 1h 07' 22" |
| 10   | Mariano Cañardo (ESP)   | + 1h 18' 05" |

### Zelena majica
| Poz. | Kolesar                 | Točke |
| ---- | ----------------------- | ----- |
| 1    | Salvador Molina (ESP)   | 78    |
| 2    | Julian Berrendero (ESP) | 72    |
| 3    | Antonio Bertola (ITA)   | 63    |
| 4    | Antoine Dignef (BEL)    | 47    |
| 5    | Francisco Goenaga (ESP) | 40    |
| 6    | Gustaaf Deloor (BEL)    | 38.5  |
| 7    | Vicente Carretero (ESP) | 35    |
| 8    | Emiliano Álvarez (ESP)  | 28    |
| 9    | Rafael Ramos (ESP)      | 20    |
| 10   | Alfons Deloor (BEL)     | 19    |